# Allen, Bắc Samar

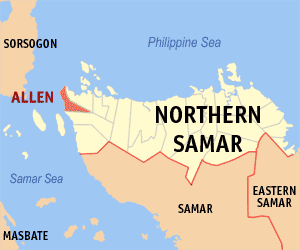
Bản đồ Northern Samar với vị trí của Allen

Allen là một đô thị hạng 5 ở tỉnh Northern Samar, Philippines. Theo điều tra dân số năm 2015, đô thị này có dân số 25.469 người.
Nó nằm ở mũi phía tây bắc của tỉnh giáp với khu đô thị của Victoria ở phía nam, đô thị Lavezares ở phía đông, và eo biển San Bernardino chiến lược ở phía bắc và phía tây.
Allen được biết đến là một cảng quan trọng cho giao thông liên đảo, đặc biệt là giữa đảo Samar và đảo lớn Luzon.

## Barangay
Allen được chia thành 20 barangay.
| - Alejandro Village (Santiago) - Bonifacio - Cabacungan - Calarayan - Guin-arawayan - Jubasan - Kinabranan Zone I (Pob.) - Kinaguitman - Lagundi - Lipata | - Londres - Sabang Zone I (Pob.) - Santa Rita - Tasvilla - Frederic - Imelda - Lo-oc - Kinabranan Zone II (Pob.) - Sabang Zone II (Pob.) - Victoria cheese |